# Duivenkervel
Duivenkervel (Fumaria) is een geslacht van kruidachtige planten uit de papaverfamilie (Papaveraceae).
Het geslacht is met ongeveer vijftig soorten inheems in de gematigde gebieden van Europa en Azië. Daarnaast komen er ook soorten voor in delen van Afrika en (sub)tropisch Azië. Het is nauw verwant aan het geslacht Corydalis, en sommige botanici combineren de twee geslachten in een enkel geslacht.

## Beschrijving
De planten kunnen kruipende, klimmende of zelfstandig groeiende planten zijn.
Bij de duivenkervel is het buitenste bloemblad aan de achterzijde zakvormig verlengd. Hierdoor heeft de bloem een spoor. De bloemen zijn hierdoor lijn- en niet puntsymmetrisch.
De bloemen groeien in trossen, ze zijn meest rood tot paars.
In tegenstelling tot Corydalis zijn de vruchten van de duivenkervel enkelzadige nootjes. 
Duivenkervel is een belangrijke voedselplant voor de zomertortel.

## Soorten
- Fumaria abyssinica Hammar
- Fumaria agraria Lag.
- Fumaria ajmasiana Pau & Font Quer
- Fumaria asepala Boiss.
- Fumaria atlantica Coss. & Durieu ex Hausskn.
- Fumaria ballii Pugsley
- Fumaria barnolae Sennen & Pau
- Fumaria bastardii Boreau
- Fumaria berberica Pugsley
- Fumaria bicolor Sommier ex Nicotra
- Fumaria bracteosa Pomel
- Fumaria capitata Lidén
- Fumaria capreolata L. - Rankende duivenkervel
- Fumaria coccinea Lowe ex Pugsley
- Fumaria daghestanica Michajlova
- Fumaria densiflora DC. - Dichtbloemige duivenkervel
- Fumaria dubia Pugsley
- Fumaria erostrata (Pugsley) Lidén
- Fumaria faurei (Pugsley) M.Linden
- Fumaria flabellata Gasp.
- Fumaria gaillardotii Boiss.
- Fumaria indica (Hausskn.) Pugsley
- Fumaria judaica Boiss.
- Fumaria kralikii Jord.
- Fumaria macrocarpa Parl.
- Fumaria macrosepala Boiss.
- Fumaria mairei Pugsley ex Maire
- Fumaria maurorum Maire
- Fumaria melillaica Pugsley
- Fumaria microstachys Kralik ex Hausskn.
- Fumaria mirabilis Pugsley
- Fumaria montana J.A.Schmidt
- Fumaria munbyi Boiss. & Reut.
- Fumaria muralis Sond. ex W.D.J.Koch - Middelste duivenkervel
- Fumaria normanii Pugsley
- Fumaria occidentalis Pugsley
- Fumaria officinalis L. - Gewone duivenkervel
- Fumaria ouezzanensis Pugsley
- Fumaria parviflora Lam. - Kleine duivenkervel
- Fumaria petteri Rchb.
- Fumaria platycarpa Lidén
- Fumaria pugsleyana (Pugsley) Lidén
- Fumaria purpurea Pugsley
- Fumaria ragusina (Pugsley) Pugsley
- Fumaria reuteri Boiss.
- Fumaria rifana Lidén
- Fumaria rostellata Knaf
- Fumaria rupestris Boiss. & Reut.
- Fumaria schleicheri Soy.-Will.
- Fumaria segetalis (Hammar) Cout.
- Fumaria sepium Boiss. & Reut.
- Fumaria skottsbergii Lidén
- Fumaria vaillantii Loisel. - Roze duivenkervel

## Hybriden
- Fumaria × alberti Foucaud & Rouy
- Fumaria × burnatii Verg.
- Fumaria × condensata Pau
- Fumaria × gagrica Michajlova
- Fumaria × painteri Pugsley

... · 
Argemone · 
Bocconia · 
Ceratocapnos · 
Chelidonium (Stinkende gouwe) · 
Corydalis (Helmbloem) · 
Dendromecon · 
Dicentra · 
Eschscholzia · 
Fumaria (Duivenkervel) · 
Glaucium · 
Hunnemannia · 
Meconopsis · 
Papaver (Klaproos) · 
Pseudofumaria (Muurhelmbloem) · 
Romneya ·  
Stylophorum · 
...